# Рекреаційне використання психоактивних речовин
Рекреаційне використання психоактивних речовин (англ. recreational drug use або англ. recreational use) — епізодичне вживання психоактивних речовин без медичного обґрунтування з метою отримання відчуття задоволення, змінення стану свідомості або інших цілей. Рекреаційні наркотики зазвичай поділяють на три категорії: депресанти (пригнічують активність центральної нервової системи, викликають відчуття розслаблення та спокою), психостимулятори (активізують психічну активність, викликають відчуття енергійності) і галюциногени (викликають спотворення сприйняття дійсності, зокрема галюцинації).
Вживання більшості психоактивних речовин часто призводить до різноманітних проблем зі здоров'ям, які значною мірою погіршуються виникненням психічної залежності та соціальним характером вживання даних речовин (як правило, їх вживають в місцях соціальної активності: на вечірках, в нічних клубах і т. ін.). З початку 2000-х років Європейський Союз розробив кілька комплексних стратегій, щоб запобігти поширенню рекреаційного вживання наркотиків в Європі і зловживання ними та підвищити обізнаність громадськості про несприятливий вплив наркотиків.